# Wilhelm Fitzenhagen
Karl Friedrich Wilhelm Fitzenhagen (nascut el 15 de setembre de 1848 a Seesen; † el 14 de febrer de 1890 a Moscou) va ser un violoncel·lista i compositor alemany que va treballar com a professor universitari al Conservatori de Moscou durant uns 20 anys.

## Biografia
Fitzenhagen era fill del director musical municipal de Seesen i va rebre classes d'instrumental a una edat primerenca, primer piano als cinc anys, violoncel als vuit anys i violí als onze. Als onze anys va actuar públicament com a violoncel·lista per primera vegada. El 1862 esdevingué alumne de Theodor August Müller. El duc de Braunschweig el va eximir del servei militar. El 1867, els mecenes li van fer possible estudiar amb Friedrich Grützmacher a Dresden. Un any després esdevingué solista de la "Dresden Court Orchestra". El 1870 va acceptar una oferta de Nikolai Rubinstein com a professor al recentment fundat Conservatori de Moscou, encara que Franz Liszt va intentar contractar-lo com a violoncel·lista solista a la Capella Gran Ducal de Weimar.
A Rússia, Fitzenhagen es va guanyar una reputació com a important professor, solista i músic de cambra. Entre els seus estudiants hi havia Joseph Adamowski i Anatoli Brandukov. Va ser nomenat concertino de la Societat Imperial de Música Russa i el 1884 director de la Societat de Música i Orquestra de Moscou. Era amic de Txaikovski i va participar en l'estrena de diverses de les seves obres de música de cambra, com ara: el Piano Trio op. 50. El 1876, Txaikovski li va dedicar les seves Variacions rococó op. 33. Abans de l'estrena de 1877, que va interpretar ell mateix, Fitzenhagen va fer canvis considerables, entre altres coses, a l'ordre. En aquesta forma modificada, que Txaikovski va sancionar després de les protestes inicials, les variacions es van publicar el 1889 i s'han reproduït amb freqüència fins als nostres dies.

## Obra
Fitzenhagen va deixar enrere més de 60 composicions, entre elles 4 concerts per a violoncel i orquestra i una suite per a violoncel i orquestra, així com música de cambra (incloent un quartet de corda, Perpetuum mobile op. 24 per a violoncel i piano) i cançons.